# Чарлз Котсворт Пінкні
Пінкні Чарлз Котсворт (1746–1825) — американський державний діяч. Старший брат Чарлза Пінкні.
Народився й похований у Чарлстоні Південній Кароліні. Навчався в Англії, де його батько представляв Південну Кароліну. В 1769 році повернувся додому та адвокатував. Служив у війську під час війни за незалежність і два роки був бранцем англійців. Після війни адвокатував та обирався до конгресу Південної Кароліни. Відвідував усі засідання Філадельфійського конвенту, обстоював сильний федеральний уряд.